# Anomobryum concinnatum
Anomobryum concinnatum là một loài rêu trong họ Bryaceae. Loài này được A. Jaeger mô tả khoa học năm 1875.